# Sphecodes nomioidis
Sphecodes nomioidis là một loài Hymenoptera trong họ Halictidae. Loài này được Pesenko mô tả khoa học năm 1979.